# Virsliga 1993
La Virsliga 1993 fue la tercera edición de la liga de fútbol más importante de Letonia que contó con la participación de 10 equipos.
El Skonto FC fue el campeón por tercera ocasión consecutiva.

## Clasificación Final
| Pos. | Equipo           | Pts. | PJ | G  | E | P  | GF | GC | Dif. | Clasificación o descenso              |
| ---- | ---------------- | ---- | -- | -- | - | -- | -- | -- | ---- | ------------------------------------- |
| 1    | Skonto (C)       | 51   | 18 | 17 | 0 | 1  | 63 | 7  | +56  | Preliminar de la UEFA Cup             |
| 2    | Olimpija Rīga    | 38   | 18 | 12 | 2 | 4  | 31 | 17 | +14  | Clasificatoria a la Cup Winners' Cup  |
| 3    | RAF Jelgava      | 38   | 18 | 12 | 2 | 4  | 34 | 11 | +23  |                                       |
| 4    | Pārdaugava       | 34   | 18 | 10 | 4 | 4  | 29 | 13 | +16  |                                       |
| 5    | Auseklis         | 26   | 18 | 7  | 5 | 6  | 22 | 17 | +5   |                                       |
| 6    | Vidus            | 25   | 18 | 6  | 7 | 5  | 19 | 13 | +6   |                                       |
| 7    | Olimpija Liepāja | 15   | 18 | 3  | 6 | 9  | 24 | 46 | −22  |                                       |
| 8    | DAG Rīga         | 13   | 18 | 3  | 4 | 11 | 15 | 29 | −14  |                                       |
| 9    | Vairogs          | 12   | 18 | 3  | 3 | 12 | 12 | 36 | −24  |                                       |
| 10   | Gauja (D)        | 1    | 18 | 0  | 1 | 17 | 14 | 74 | −60  | Descenso a la Primera Liga de Letonia |

 Fuente: rsssf.com

## Resultados
| Local \ Visitante | AUS | DAG | GAU  | OLL | OLR | PĀR | RAF | SKO | VAI | VID |
| ----------------- | --- | --- | ---- | --- | --- | --- | --- | --- | --- | --- |
| Auseklis          |     | 1–0 | 4–0  | 3–0 | 0–1 | 0–2 | 0–1 | 1–0 | 0–0 | 0–0 |
| DAG Rīga          | 0–1 |     | 4–1  | 3–3 | 0–1 | 0–0 | 0–1 | 0–3 | 0–0 | 1–0 |
| Gauja             | 1–5 | 1–4 |      | 1–3 | 1–2 | 1–4 | 1–6 | 1–5 | 1–2 | 0–3 |
| Olimpija Liepāja  | 2–2 | 1–1 | 7–3  |     | 0–3 | 0–0 | 1–1 | 0–2 | 1–3 | 0–0 |
| Olimpija Rīga     | 1–1 | 4–1 | 3–0  | 4–3 |     | 1–2 | 1–0 | 0–2 | 2–0 | 1–0 |
| Pārdaugava        | 3–0 | 2–0 | 3–1  | 6–0 | 2–1 |     | 0–1 | 0–3 | 1–0 | 0–0 |
| RAF Jelgava       | 3–0 | 4–1 | 3–0  | 5–1 | 1–3 | 2–1 |     | 0–1 | 4–0 | 1–0 |
| Skonto            | 2–1 | 3–0 | 11–0 | 6–1 | 4–0 | 1–0 | 1–0 |     | 4–0 | 3–1 |
| Vairogs           | 1–3 | 2–0 | 1–1  | 0–1 | 1–5 | 0–1 | 0–1 | 1–6 |     | 0–2 |
| Vidus             | 0–0 | 1–0 | 4–0  | 3–0 | 0–0 | 2–2 | 0–0 | 0–4 | 3–1 |     |

## Goleadores
| # | Nombre                 | Club          | Goles |
| - | ---------------------- | ------------- | ----- |
| 1 | Aleksandrs Jelisejevs  | Skonto FC     | 20    |
| 2 | Vjačeslavs Ževnerovičs | FK Auseklis   | 10    |
| 3 | Andrejs Štolcers       | Olimpija Rīga | 8     |
| 4 | Rihards Butkus         | FK Pārdaugava | 7     |

## Premios
| Mejor | Nombre                | Club          |
| ----- | --------------------- | ------------- |
| ARQ   | Ēriks Grigjans        | Olimpija Rīga |
| DEF   | Einars Gņedojs        | Skonto FC     |
| VOL   | Andrejs Štolcers      | Olimpija Rīga |
| DEL   | Aleksandrs Jelisejevs | Skonto FC     |